# ICH6

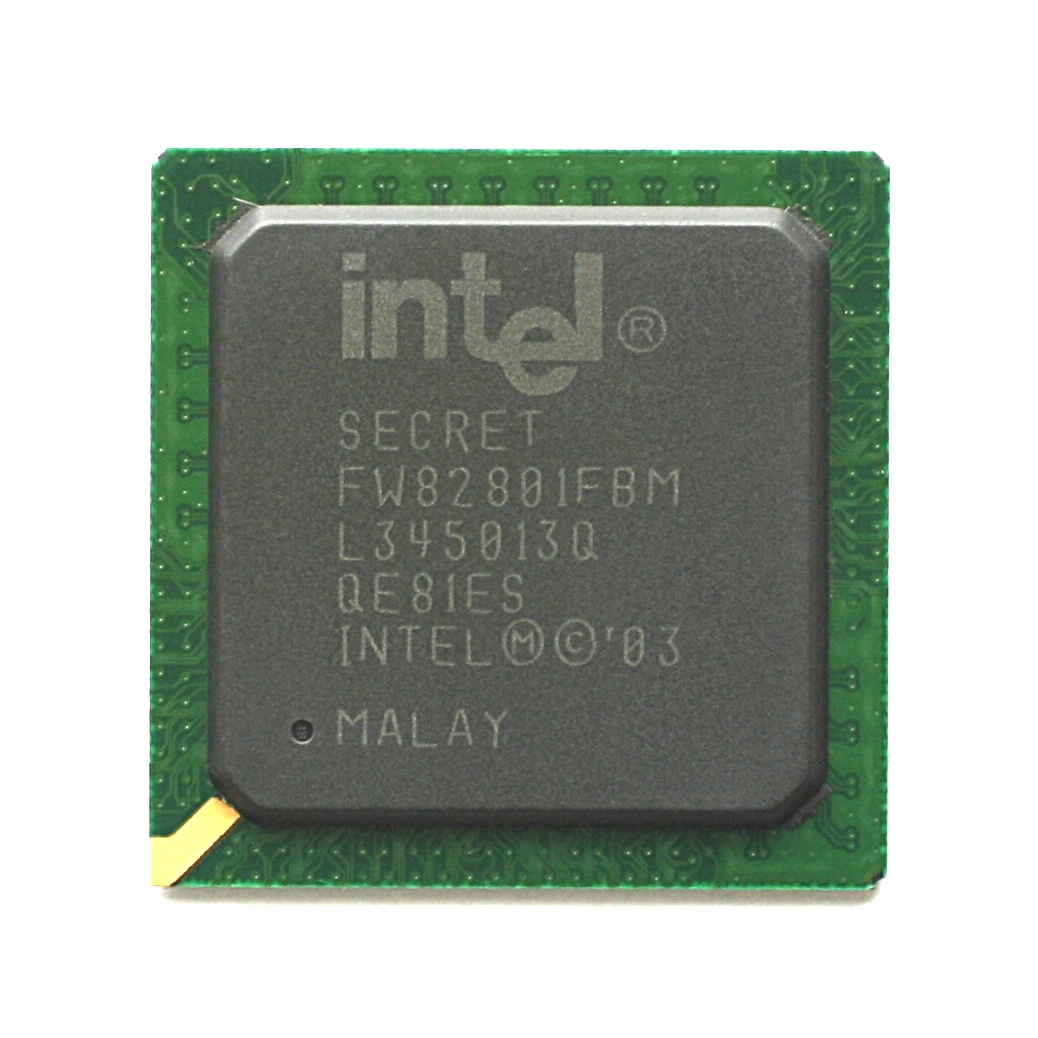
FW82801FBM - ICH6M Base Mobile

L'ICH6 era il southbridge introdotto da Intel insieme al chipset i915 Grantsdale e i925 Alderwood a metà 2004, come evoluzione del precedente ICH5 che era abbinato all'i865 e all'i875. Nel 2005 è stato abbinato anche al chipset mobile Alviso alla base della seconda generazione della piattaforma Centrino, conosciuta come Sonoma e basata sul processore Pentium M Dothan.

## Caratteristiche tecniche

### Processo produttivo

Schema a blocchi del southbridge ICH6-RW

L'ICH6 era prodotto nel tradizionale package "Ball Grid Array 609" da 31x31 mm usato anche per i modelli precedenti.
Come il predecessore, anche l'ICH6 consentiva ai produttori di schede madri di integrare fino a 8 porte USB 2.0. Rimaneva ancora il controller per 2 canali PATA di tipo UltraATA 100 con supporto RAID, ma veniva integrata anche la modalità "1" oltre alla "0" già presente precedentemente. Anche il supporto agli hard disk SATA venne potenziato diventando compatibile con 4 porte SATA-150 (l'i865 ne supportava solo 2).
Inoltre, lo standard audio integrato divenne l'"High Definition Audio", chiamato da Intel con il nome in codice Azalia. La qualità era nettamente migliorata rispetto a quella dello standard AC '97 e, per la prima volta, un sistema audio integrato poteva svolgere le funzioni di un impianto home theater.
La comunicazione tra Northbridge e southbridge venne notevolmente migliorata, infatti la tradizionale interfaccia a 266 MB/s venne sostituita dalla cosiddetta Direct Media Interface da 1 GB/s (nei chipset attuali è di ben 2 GB/s) basata sul bus PCI Express e di conseguenza non era possibile abbinare i precedenti southbridge (ad esempio l'ICH5) ai nuovi northbridge, data l'incompatibilità dei vecchi ICH con lo standard PCI Express. Nella versione -W era dotato anche di un controller di rete wireless integrato chiamato Intel Wireless Connect e in grado di trasformare il sistema in un access point.
Le versioni disponibili sono le seguenti:
- ICH6 - versione "base"
- ICH6-R - supporto RAID
- ICH6-W - controller di rete wireless integrato
- ICH6-RW - supporto RAID e controller di rete wireless integrato
- ICH6-DH

## Il successore
Il successore di ICH6 è stato, banalmente, l'ICH7 presentato a metà 2005 abbinato al chipset i945 Lakeport, successore dell'i915 Grantsdale.